# Michal Burget
Michal Burget (* 22. ledna 1970 Náchod) je český malíř, grafik a vysokoškolský pedagog.

## Životopis
V rodném Náchodě se po absolvování základní devítileté školy vyučil malířem-natěračem a několik let pracoval v tomto oboru. V letech 1996-2003 studoval na Akademii výtvarných umění v Praze nejdříve dva roky grafiku v ateliéru Jiřího Lindovského, pak malbu u Zdeňka Berana a Jiřího Sopka. 
Jeho absolventská práce Podnikatelův ostrov byla zakoupena do sbírek Národní galerie v Praze  Několik let pracoval pod vedením Magdalény Vovsové v grafických dílnách pražské Akademie jako odborný asistent (se spolužákem Petrem Fialou). 
Věnuje se malbě i grafice. Jeho hlavním tématem jsou krajiny, romantické, poetické a často historizující, s odkazy na klasiky oboru, například Caspara Davida Friedricha
Žije a pracuje v Bělovsi u Náchoda.
Externě přednáší grafické techniky na Pedagogické fakultě Univerzity v Hradci Králové.

## Samostatné výstavy
- 2003 – Michal Burget – Něco v krajině. Linhartova nadace, Galerie Školská 28, Praha 1
- 2004 – Kritický romantismus Michala Burgeta. Galerie Millennium Praha
- 2009 – Neznámé země Michala Burgeta. Galerie výtvarného umění v Náchodě, Zámecká jízdárna